# قزانية
ناحية قزانية وهي منطقة جميلة في محافظة ديالى في قضاء بلدروز وتبعد عن بغداد مسافة 180 كم وتعتبر من المناطق الزراعية، وتكثر فيها بساتين النخيل. وفيها وادي حران ويمر به نهر ويأتي من الجبال المحاذية مع إيران من ناحية الشرق حيث ان قزانية لها حدود مع الكوت من الجنوب وبغداد من الغرب وإيران من الشرق والسليمانية من الشمال.

## أصل التسمية
يؤكد مصطفى جواد أن أسم قزانية مشتق من أسم مدينة قازان وقزانية كانت بالاصل مقرا للتركمان القازانيين النازحين للعراق مع جيوش الترك بعد سقوط بغداد بيد المغول وأن كلمة جيزاني المتداولة محرفة من قازاني، على شاكلة أسم قبيلة القيسيين الذي تحول إلى الجيسيين في العصور المـتأخرة و قازان (بالروسية: Казань ؛ بالتترية: Казан) عاصمة جمهورية تتارستان.